# Mats Gustafsson

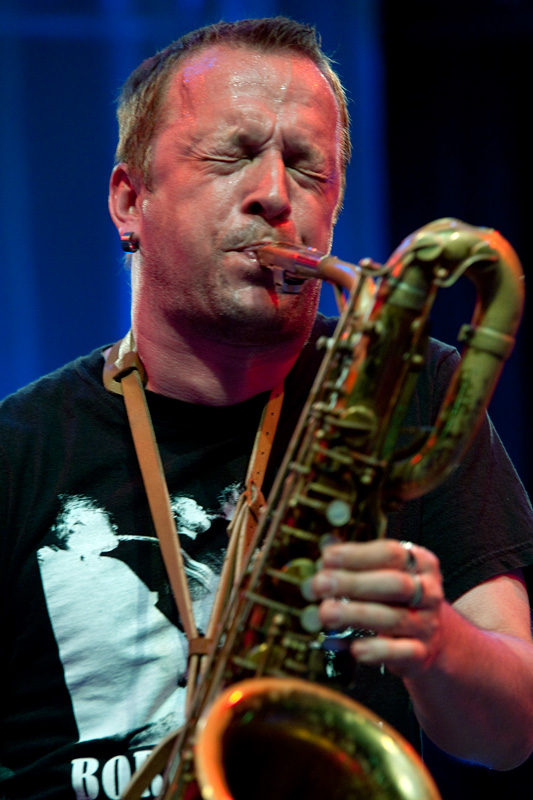
Mats Gustafsson i ett jam under Moers-festivalen i Tyskland 2010.

Mats Olof Gustafsson, född 29 oktober 1964 i Umeå är en svensk jazzsaxofonist. 
Mats Gustafsson uppmärksammades under 1986 som en del av en duo med Christian Munthe och sedan i bandet Gush 1988. Mats har spelat med musiker som Peter Brötzmann, Joe McPhee, Paul Lovens, Barry Guy, Yoshimi P-Vi, Derek Bailey, Magnus Broo, Otomo Yoshihide, Jim O'Rourke, Thomas Lehn, Evan Parker, Misha Mengelberg , Zu, The Ex och Sonic Youth. 
Sedan början av 1990-talet har han varit en flitig besökare i USA och knutit kontakt med Chicagomusiker som Hamid Drake, Michael Zerang och Ken Vandermark och gjort inspelningar för stadens OkkaDisk-etikett. Tillsammans med Ingebrigt Håker Flaten på bas och Paal Nilssen-Love på trummor spelar han jazz med rockinfluenser i The Thing. 
Gustafsson spelar även i bandet Backengrillen tillsammans med Dennis Lyxen, David Sandström och Magnus Flagge från bandet Refused. Bandet har beskrivit sin musik som ”antifascistisk friformsdöds till minne av Lasse Lystedt”
Förutom projekt med musiker har Gustafsson arbetat mycket med personer inom dans, teater, poesi och konst.

## Priser och utmärkelser

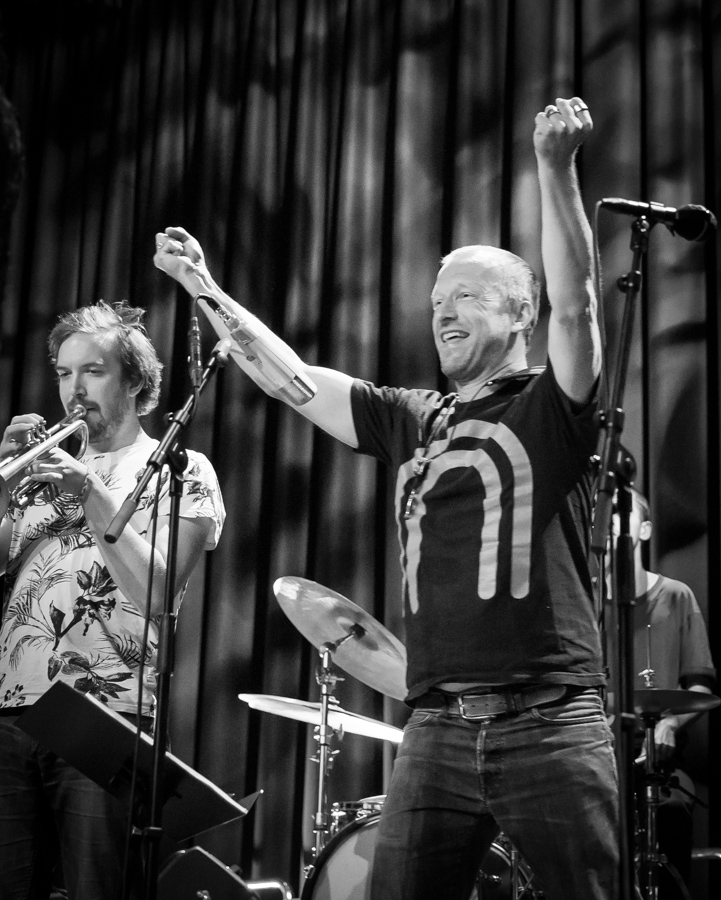
Mats Gustafsson på Oslo Jazzfestival 2016

- 2000 – Jazzkatten, ”Årets jazzmusiker”
- 2001 – Spelmannen
- 2003 – Kungliga Musikaliska Akademiens Jazzpris
- 2008 – Jazzkatten som ”Årets jazzmusiker”
- 2011 – Nordiska rådets musikpris[5]
- 2015 – Västerbottens-Kurirens kulturpris[6]

## Diskografi
- 1991 – Nothing to Read (med Paul Lovens)
- 1992 – Dolphins, Dolphins, Dolphins (med Per Henrik Wallin och Kjell Nordeson)
- 1995 – Parrot Fish Eye
- 1995 – For Don Cherry (med Hamid Drake)
- 1996 – Opus apus (med Anders och Christian Jormin)
- 1996 – Mouth Eating Trees and Related Activities (med Barry Guy och Paul Lovens)
- 1996 – Improvisors (med Jaap Blonk och Michael Zerang)
- 1997 – Frogging (med Barry Guy)
- 1997 – Impropositions (solo saxofon)
- 1998 – One to (Two) (med Günter Christmann)
- 1998 – Background Music (med Guillermo Gregorio och Kjell Nordeson)
- 1999 – The Education of Lars Jerry
- 1999 – Hidros One (med Nu-Ensemblen)
- 1999 – Sticky Tongues and Kitchen Knives (med John Corbett)
- 1999 – Xylophonen Virtuosen (med Jim O'Rourke)
- 1999 – Apertura (med David Grubbs)
- 2000 – Battuto (med John Corbett, Terri Kapsalis och Fred Lonberg-Holm)
- 2000 – Port Huron Picnic (med Kurt Newman och Mike Gennaro)
- 2000 – Windows: The Music of Steve Lacy
- 2000 – New York – Ystad (med Thurston Moore, Lee Ranaldo och Steve Shelley)
- 2001 – The Thing (med Ingebrigt Håker Flaten och Paal Nilssen-Love)
- 2002 – I Love It When You Snore (med Paal Nilssen-Love)
- 2002 – They Were Gentle and Pretty Pigs (med Greg Goodman och George Cremaschi)
- 2002 – The School Days and Thing – The Music of Norman Howard
- 2002 – DEG (med Kevin Drumm och Leif Elggren)
- 2003 – Blues (med David Stackenäs)
- 2003 – Off-Road (med David Grubbs)
- 2004 – Sonic Youth with Friends – Hidros 3
- 2005 – Slide
- 2005 – Critical Mass (med Agustí Fernández)
- 2005 – Catapult (solo barytonsax)
- 2005 – How to Raise an Ox (med Zu)
- 2007 – Splatter (med Paal Nilssen-Love)
- 2007 – The Fat Is Gone (med Peter Brötzmann och Paal Nilssen-Love)
- 2007 – It Is All About...
- 2007 – Words on the Floor (med Yoshimi)
- 2008 – Mats G Plays Duke E
- 2008 – My Cat Is an Alien
- 2008 – The Vilnius Explosion
- 2008 – The Vilnius Implosion
- 2009 – Mats G. Plays Albert A.
- 2009 – Sinners, Rather Than Saints (med Barry Guy)
- 2010 – TR!O -  TR!O (med Günter Christmann och Paul Lovens)
- 2010 – Needs!
- 2010 – Barrel Fire (med Gord Grdina Trio)
- 2011 – Live at the South Bank (med Kieran Hebden och Steve Reid)
- 2011 – The Sons of God
- 2011 – (Fake) The Facts (med Dieb13 och Martin Siewert)
- 2011 – Kopros Lithos (med Peter Evans och Agustí Fernández)
- 2011 – One Bird Two Bird (med Merzbow och Jim O'Rourke)
- 2012 – Stones (med Colin Stetson)
- 2012 – Ich bin N!ntendo & Mats Gustafsson
- 2012 – Baro 101 (med Paal Nilssen-Love och Mesele Asmamaw)
- 2012 – Mats G. Plays Gullin
- 2012 – Play Some Fucking Stooges (med Thurston Moore)
- 2012 – Birds (med John Russell och Raymond Strid)
- 2012 – Bengt
- 2013 – Sin Gas (med Paal Nilssen-Love)
- 2013 – Cuts (med Merzbow och Balázs Pándi)
- 2013 – Eissalon (live med Didi Kern)
- 2013 – Schl8hof (med DKV Trio)
- 2013 – Vi är alla Guds slavar (med Thurston Moore)
- 2013 – Breakin' the Lab! (med Agustí Fernández och Ramon Prats)
- 2013 – Verses (med Ken Vandermark)
- 2013 – Shift (med Correction)
- 2014 – Hidros6 (med NU Ensemble)
- 2014 – Constellations (med Agustí Fernández)
- 2014 – Torturing the Saxophone
- 2015 – A Duo(s) med John Russell och Phil Minton)
- 2015 – Burnin' the Lab! (med Agustí Fernández)
- 2015 – Cuts of Guilt, Cuts Deeper (med Merzbow, Balázs Pándi och Thurston Moore)
- 2015 – Live at Henie Onstad Kunstsenter (med Thurston Moore)
- 2015 – Hit the Wall!  (med Thurston Moore)
- 2015 – Hidros6 (med NU Ensemble)
- 2015 – Live in Tabačka 13/04/12 (med Merzbow och Balázs Pándi)